# Comtat de Forcalquer

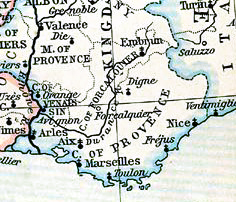
Mapa de Provença prop de 1200

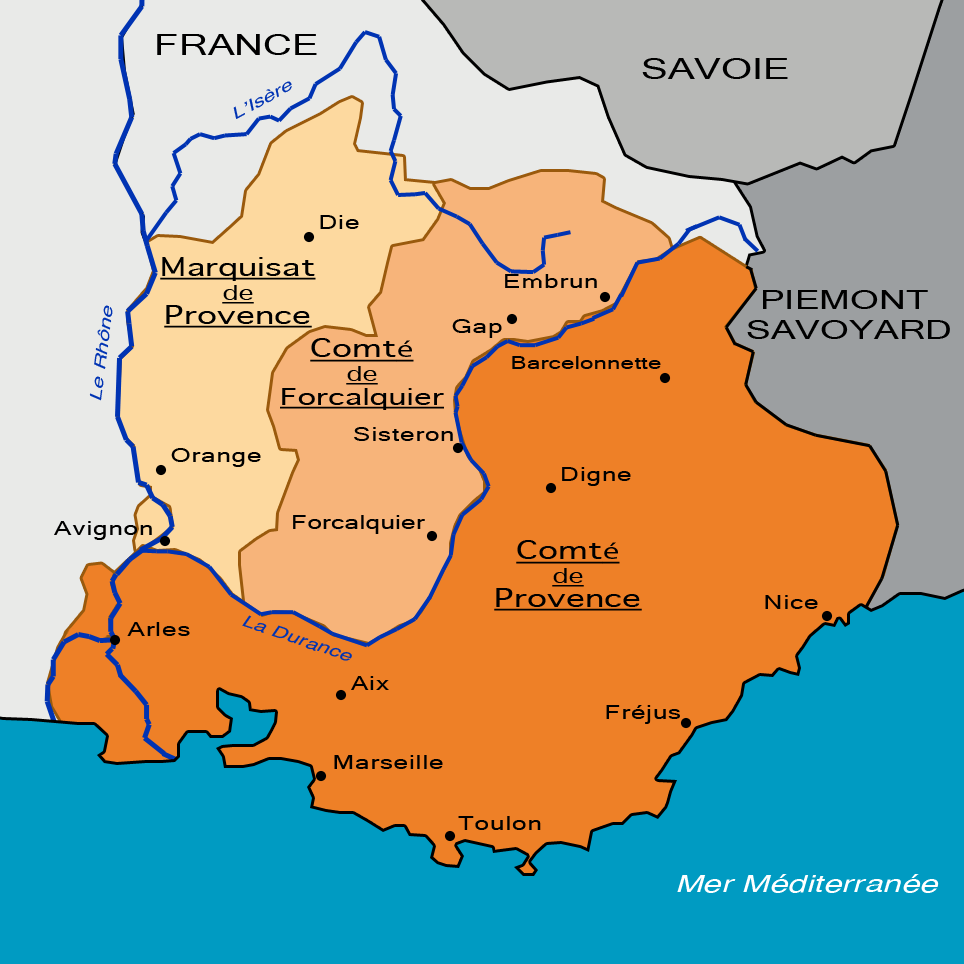
Mapa del comtat el 1125

El comtat de Forcalquer fou una jurisdicció feudal de Provença. La primera que va agafar el títol fou Adelaida I i abans el títol formal era "comte de Provença" (a Forcalquer). Encara que anomenats comtes de Forcalquer també se'ls esmenta com comtes d'Alta Provença perquè a més a més de Forcalquer dominaven Gap, Ambrun (separat el 1202), Sisteron, Apt (o Apte) i Champsaur (que periòdicament pagava una quèstia com a reconeixement de la seva pertinença al comtat). Després del 1155 la frontera a Ambrun (l'Ambrunès) es va rectificar i ampliar al nord cap a l'Argentera fins a l'alta Durença (Haut Durance).
El territori va estar dins els dominis de Guillem III Venaissí mort en data desconeguda després del 1042, que era fill de Ratbold II (comte i marquès de Provença a Avinyó, + després de 1010) i net de Ratbold I comte i marquès de Provença a Avinyó (fill del comte Bosó II de Provença, i germà de Guillem I l'Alliberador comte i marquès de Provença a Arle).
Guillem III va unir els dominis del seu pare i els del seu oncle Guillem II (+ 1024) i seguint les lleis d'herència familiar la seva filla Llúcia o descendència no tenia dret a heretar perquè o havia mort o era comtessa consort de Rasès; la seva germana Ermengarda o descendència tampoc tenia dret perquè encara que ja no era comtessa consort d'Alvèrnia (el seu marit Robert I havia mort el 1032) s'havia tornat a casar amb Hug comte (en realitat baró) de Cailan o Cailar; un germà, Hug (+ vers 1037), segurament ja havia mort però en tot cas no tenia dret per la seva condició de bisbe de Lausana; i l'herència anava a la seva germana Emma, que era vídua de Guillem IV Tallaferro comte de Tolosa, mort el 1037.
Emma va tenir tres fills: Emma o Eva, casada amb Odó senyor de l'Illa, Ponç II comte de Tolosa i marques de Provença, i Bertran I, comte de Provença a part d'Avinyó, Forcalquer, Dia, Aurenja, Gap i Embrun. Bertran va tenir una hereva única (el fill Ramon va premorir al pare), Hildegarda Eva que es va casar amb Folc Bertran I comte i marquès consort de Provença a Forcalquer, Dia, Aurenja, Gap i Embrun, i per dret propi a Sisteron.
Hildegarda Eva i Folc Bertran van morir en data desconeguda, ell després del 1050 i ella probablement vers 1060 i els seus dominis es van dividir entre els fills:
- Guillem IV Bertran, comte a Forcalquer i Sisteron i part d'Avinyó, casat amb Adeladida de Canavese i mort vers 1065
- Gerberga (que va enllaçar probablement en primeres noces amb un jove de la branca d'Arle, fill de Jofre I, de nom Guillem, però va morir jove), casada amb Bertran II Rambald, que van rebre Aurenja i fou vescomte de Sisteron.
- Jofre I Ponç, comte de Dia
- Una filla de nom desconegut, que va rebre terres a Aviny i Sant Geli, i fou senyora de Argence, Bellcaire i Tarasco, que va aportar les seves terres al seu marit Ramon IV de Tolosa, conegut com a Ramon de Sant Geli, mort el 1105
- Guillem I, que va rebre Gap i Embrun; estava casat amb Teresa d'Aragó i va morir sense fills vers 1070 passant la seva part a la filla del seu germà Guillem Bertran el qual havia mort una mica abans (vers 1065).

Guillem IV Bertran va morir (vers 1065 com s'ha dit) deixat una filla molt jove de nom Adelaida coneguda com a Adelaida I de Forcalquier, que després va heretar del seu oncle Gap i Embrun. Adelaida va morir el 1138. Estava casada amb Ermengol IV d'Urgell (del qual fou la segona esposa i que va morir el 1092), amb el que va tenir a Guillem V de Forcalquier, Gap i Embrun (la successió a Urgell fou pel fill de la primera dona).
Guillem V va morir el 1129 i es va casar amb Garsenda d'Albon de la que va tenir dos fills: Guigó comte indivís de Forcalquier senyor de Manòsca i Bertran II de Forcalquier. El primer va morir el 1149 (un fill únic, Guillem l'havia premort) i els seus drets van passar al seu germà Bertran.
Bertran II estava casat amb Josseranda de Flota i va tenir tres fills i una filla. Bertran III fou comte indivís de Forcalquer i va morir el 1207 (va deixar segurament dues filles, Beatriu, casada amb Ponç Justas batlle de Forcalquir, i probablement Cecília, esposa de Roger II vescomte de Coserans); Guillem anomenat el Jove, mort jove; Guillem VI comte indivís de Forcalquer, possible marit d'Adelaida de Besiers; i Adelaida.
Aquesta darrera, morta després del 1212, es va casar amb Guerau II Amic, senyor de Sabran, de la Tor i de Vedéne i foren els pares de Guillem, titular Guillem VII de Forcalquer, però que mai va dominar el comtat. Es va casar dues vegades (amb Sagristana Porcellet i Margarita de Salins senyora de Salins) i va morir el 1215 sent el pare de Guillem, titulat Guillem VIII de Forcalquer, casat amb Mabil·la, que tampoc va aconseguir mai fer valdre els seus drets.
Guillem VI va morir el 1209. La seva filla Garsenda, comtessa de Provença a Forcalquer, Gap, Embrun, Sisteron, Apt, i Champsaur que es va casar amb Rainó o Ramon I de Sabran, baró de Cailar, senyor de el Castellar, Ansuís i part d'Usès, que encara era viu. Garsenda i Ramon havien tingut dues filles, Garsenda I i Beatriu. La primera es va casar amb Alfons II comte de Provença, vescomte de Millau, Gavalda i Rodès, de la branca dels comtes catalans de Provença, pares de Garsenda (casada amb Guillem vescomte del Bearn) i de Ramon Berenguer V, comte de Provença, vescomte de Millau, Gavaldà i Rodès (+1245) i casat amb Beatriu de Savoia, pares de 4 filles de les quals Beatriu I de Provença es va casar amb Carles I d'Anjou que va esdevenir comte de Provença i dependències.
Beatriu va rebre Gap i Embrun com a dot per carta de 3 de juny de 1202 i fou senyora de Cailar, segurament quan es va casar amb Andreu Delfí I comte d'Albon i Delfí de Vienne, conegut també com a Andreu de Borgonya i Andreu Guiu VI de Viennois del que es va haver de separar el 1215 per consanguinitat i al que va cedir els comtats, morint en data desconeguda posteriorment.
Ignorats els drets de Guillem VIII, el comtat de Provença (Baixa Provença) es va unir al de Forcalquer (Alta Porvença Sud-occidental) ja amputat de Gap i Embrun que van quedar dins el comtat de Vienne i van formar el comtat de Provença, distingit del marquesat de Provença que era la part del territori sota domini dels comtes de Tolosa; l'autoritat sobre la part nord-oriental de Provença. L'Isla i Avinyó restaven en indivís entre els comtes i els marquesos.

## Llista de comtes
- Guillem (III) Venaissí mort després del 1042
- Emma de Provença
- Bertran I, comte de Provença a part d'Avinyó, Forcalquier, Dia, Aurenja, Gap i Embrun, vers 1050
- Hildegarda Eva comtessa de Provença a part d'Avinyó, Forcalquier, Dia, Aurenja, Gap i Embrun, morta després de 1060
- Folc Bertran I, marit comte i marquès consort de Provença a Forcalquier, Dia, Aurenja, Gap i Embrun, i per dret propi a Sisteron Apt i Champsaur, mort vers 1050
- Guillem (IV), mort vers 1070 (junt amb el següent)
- Guillem Bertran, mort vers 1065 (junt amb l'anterior)
- Adelaida I, comtessa de Forcalquier, Gap, Embrun, Sisteron, Apt i Champsaur, morta 1138
- Ermengol IV d'Urgell, comte consort, mort 1092
- Guillem V de Forcalquier, Gap, Embrun, Sisteron, Apt i Champsaur 1092-1129
- Guigó, comte indivís de Forcalquier i senyor de Manòsca 1129-1149
- Bertran II comte indivís de Forcalquier (1129-1149), després comte de Forcalquier, Gap, Embrun, Sisteron, Apt i Champsaur 1149-1150
- Bertran III fou comte indivís de Forcalquier, Gap, Embrun, Sisteron, Apt i Champsaur, 1150-1207
- Guillem VI comte indivís de Forcalquier, Gap, Embrun, Sisteron, Apt i Champsaur 1150-1209
- Adelaida, comtessa indivisa de Forcalquier, Gap, Embrun, Sisteron, Apt i Champsaur 1150-1209 (i nominal 1209-1212)
- Guerau II Amic, senyor de Sabran, de la Tor i de Vedéne, comte consort ?-1209 (i nominal 1209-1212, mort 1213)
- Guillem VII de Forcalquier, titular nominal 1212-1215
- Guillem VIII de Forcalquier, titular nominal 1215-1245
- Garsenda I (neta de Guillem VI, i filla de Garsenda) de Forcalquier, Sisteron, Apt i Champsaur, 1209-vers 1218
- Alfons II de Provença, comte de Provença vescomte de Millau, Gavaldà i Rodès (119/1196-1209), comte consort de Forcalquier, Sisteron, Apt i Champsaur, 1209 (+1209)
- Ramon Berenguer V, comte de Provença, vescomte de Millau, Gavaldà i Rodès (1209-1245) comte de Forcalquier, Sisteron, Apt i Champsaur 1218-1245
- Beatriu I, filla, 1245-1267
- Carles d'Anjou (Carles I de Provença), consort, comte de Provença, el títol de comte de Forcalquier desaparegué.

## Nota
1. ↑  Armand de Fluvià la casa amb un desconegut Arnau II de Rasès